# Велін Кефалов
Велін Дончев Кефалов (болг. Велин Кефалов; нар. 18 вересня 1968, Казанлик, Болгарія) — болгарський футболіст та тренер, виступав на позиції захисника.

## Кар'єра гравця
Народився в Казанлику. Футбольну кар'єру розпочав у 1985 році в складі місцевої команди «Розова Доліна», за яку відіграв 7 років та провів 200 матчів. У 1992 році перейшов до «Етиру» (Велико-Тирново). 1997 року підписав 1-річний контракт з клубом української Прем'єр-ліги «Ворскла» (Полтава). Деьбтував у футболці полтавчан 11 березня 1997 року в нічийному (0:0) дмашньому поєдинку 16-о туру Вищої ліги проти львівських «Карпат». Кефалов вийшов на поле в стартовому складі та відіграв увесь матч, а на 83-й хвилині отримав жовту картку. У другій частині сезону 1996/97 років зіграв майже у всіх матчах полтавчан у чемпіонату України. Потім отримав травму, але після відновлення втратив своє місце в складі, а на початку грудня 1997 року залишив розташування «Ворскли». У футболці «Ворскли» у Вищій лізі зіграв 17 матчів. За період виступів у полтавському клубі також встиг відіграти 2 поєдинки за другий склад «Ворскли». У 1998 році повернувся до Болгарії, де знову захищав кольори «Етиру». У 1999 році перейшов до «Спартака» (Плевен). У цій команді виступав протягом двох років, після чого повернувся в «Етир» де в 2001 році завершив кар'єєру гравця. У болгарській Професіональній групі А зіграв 125 матчів, в яких відзначився 32 голами.

## Кар'єра тренера
По завершенні кар'єри гравця перейшов на тренерську роботу. Спочатку був головним тренером «Спарти» з села Самоводене. З 2003 по 2007 рік допомагав тренувати «Етир-1924» (Велико-Тирново). Спочатку підписав з клубом 3-річний контракт, але згодом продовжив його. З 2007 року працював директором юнацької команди «Етир-1924». Влітку 2009 року прийняв запрошення Ангела Червенкова увійти до тренерського штабу «Литекса» (Ловеч). Допоміг тренерському штабу привести команду до перемоги в чемпіонаті Болгарії. У серпні 2010 року став головним тренером клубу «Етир-1924». По закінченні сезону його замінив Георгі Тодоров. Велін має тренерську ліцензію УЄФА.

## Досягнення

### Як гравця
«Етир»
- Професіональна футбольна група А
  -  Чемпіон (1): 1993

- Кубок Болгарії
  -  Володар (1): 1995

«Ворскла»
- Вища ліга
  -  Бронзовий призер (1): 1997

### Як тренера
«Литекс»
- Професіональна футбольна група А
  -  Чемпіон (1): 2010

«Етир»
- Професіональна футбольна група А
  -  Чемпіон (1): 2011

- Тренер року в Болгарії (1): 2011